# Provincia eclesiástica de Guayaquil

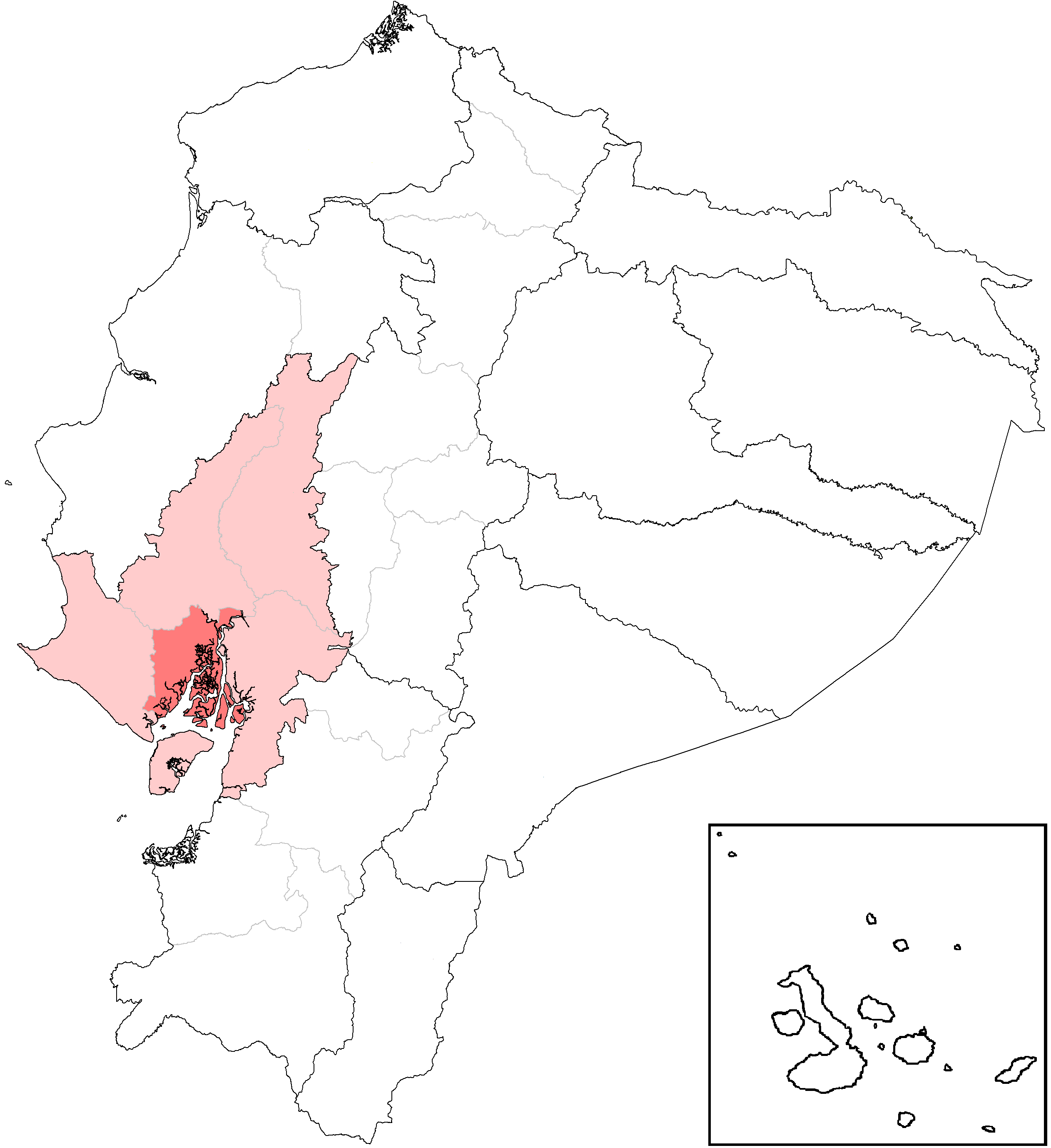
Mapa de la provincia eclesiástica de Guayaquil, hasta 2020.
Arquidiócesis de Guayaquil
Sufragáneas

La provincia eclesiástica de Guayaquil es una jurisdicción eclesiástica de la Iglesia católica, que conforma una de las cuatro provincias eclesiásticas de Ecuador. Está conformada por la arquidiócesis de Guayaquil y por sus diócesis sufragáneas: La diócesis de Babahoyo, Daule, San Jacinto y Santa Elena.

## Historia
El 22 de enero de 1956, el papa Pío XII, mediante la bula pontificia "Cum in Aequatoriana Republica" la diócesis de Guayaquil se erige como arquidiócesis de Guayaquil, de este modo se creó la provincia eclesiástica homónima. La entonces prelatura territorial de Los Ríos, pasó a ser su sufragánea. En la actual la ya diócesis de Babahoyo, sigue siendo su sufragánea.
El 4 de noviembre de 2009, el papa Benedicto XVI, mediante una bula pontificia, erigió la entonces diócesis de San Jacinto de Yaguachi, como un desprendimiento de la arquidiócesis de Guayaquil; al mismo tiempo pasó a ser su sufragánea.
El 2 de febrero de 2022, el papa Francisco, mediante una bula pontificia, erigió las diócesis de Daule y Santa Elena, como un desprendimiento de la arquidiócesis de Guayaquil; al mismo tiempo pasaron a ser sus  sufragáneas.

## Organización territorial

### Datos de la provincia eclesiástica
El arzobispo de Guayaquil es el metropolitano de la provincia y tiene autoridad limitada sobre las diócesis sufragáneas.
La provincia eclesiástica comprende en su totalidad las provincias de Guayas, Santa Elena y Los Ríos, en la República del Ecuador. 
| Provincia eclesiástica de Guayaquil | Provincia eclesiástica de Guayaquil | Provincia eclesiástica de Guayaquil |
| Catedral                            | Advocación                          | Diócesis                            |
| ----------------------------------- | ----------------------------------- | ----------------------------------- |
| Catedral de Guayaquil               | San Pedro                           | Guayaquil                           |
| Catedral de Babahoyo                | Virgen de la Merced                 | Babahoyo                            |
| Catedral de Daule                   | Señor de los Milagros               | Daule                               |
| Catedral de San Jacinto             | Jacinto de Cracovia                 | San Jacinto                         |
| Catedral de Santa Elena             | Santa Elena                         | Santa Elena                         |

## Episcopologio
En este apartado se encuentran los titulares de la provincia eclesiástica: 
| Episcopologios | Episcopologios | Episcopologios |
| Diócesis       | Listas         |                |
| -------------- | -------------- | -------------- |
| Guayaquil      | Lista          |                |
| Babahoyo       | Lista          |                |
| Daule          | Lista          |                |
| San Jacinto    | Lista          |                |
| Santa Elena    | Lista          |                |